# Dirk Fock (1858-1941)
Dirk Fock (Wijk bij Duurstede, 19 juni 1858 – Den Haag, 17 oktober 1941) was een vooraanstaande liberale politicus uit de eerste helft van de twintigste eeuw. Hij was advocaat (gespecialiseerd in Indisch recht), en provinciebestuurder.

## Beroepsleven

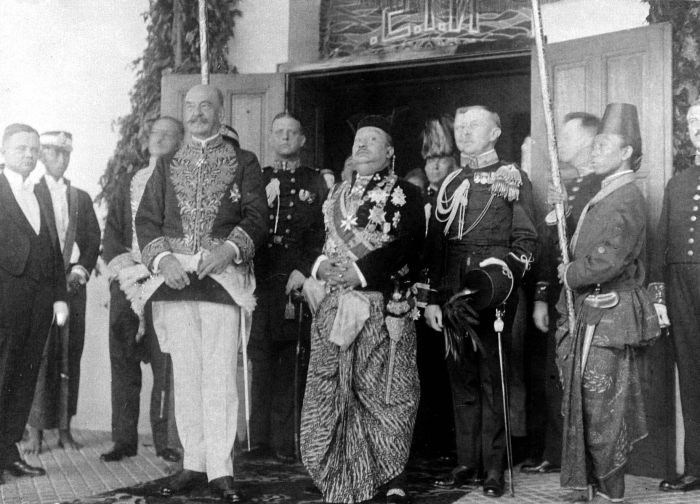
Staatsiefoto van Gouverneur-Generaal Fock en de Soenan in traditionele kostuums.

Hij studeerde rechten in Leiden en promoveerde in 1880 op het proefschrift Iets over art. 23 der Wet van 12 Juli 1855 Stbl. no. 102. Een maand later vertrok hij naar Indië waar hij tot 1898 werkzaam was als advocaat en procureur in Batavia.

### Parlement
Bij terugkeer in Nederland in 1899 vestigde hij zich als advocaat in Rotterdam en begon hij politieke activiteiten te ontplooien. In 1900 werd hij gekozen tot lid van de Provinciale Staten van Zuid-Holland en in 1901 voor het district Rotterdam van de Liberale Unie in de Tweede Kamer. Hij had grote belangstelling voor koloniale vraagstukken en werd in het kabinet-De Meester minister van Koloniën. Hij nam de ethische politiek van zijn voorganger Alexander Willem Frederik Idenburg over, die onder andere onderzoek liet doen naar de slechte sociale positie van de Indonesiërs ('inlanders') op Java en meer aandacht gaf aan het onderwijzen van Indonesische kinderen. In de memorie van toelichting bij de begroting voor 1907 vroeg en kreeg hij voor de uitbreiding en verbetering van het onderwijs in Indië Fl. 1 000.000. Belangrijk waren ook twee wetsontwerpen uit dat jaar, die betrekking hadden op de scheiding van de Nederlandse en Indische financiën en de totstandkoming van de Indische begroting. Het eerste ontwerp is in gewijzigde vorm in 1912 tot wet verheven. Het tweede ontwerp werd door zijn opvolger ingetrokken.
Na de val van het kabinet werd hij twee jaar gouverneur van Suriname. Voor deze kolonie heeft hij enige bestuurlijke en sociaal-economische voorzieningen tot stand gebracht, zoals een verordening op de arbeid in de delfstoffennijverheid en in de balata- en houtindustrie.
In 1917 volgde hij Borgesius op als Tweede Kamervoorzitter. Dat ambt bekleedde hij met veel gezag. In 1919 droeg hij het voorzitterschap tijdelijk over, om als Kamerlid het optreden van de Indische regering aan een kritische beschouwing te onderwerpen. In november 1918 had gouverneur-generaal graaf Johan Paul van Limburg Stirum een verklaring in de Volksraad laten afleggen, waarbij verregaande staatkundige hervormingen in het vooruitzicht werden gesteld. Fock was het daar niet mee eens omdat de ontwikkeling van Indië naar grotere zelfstandigheid geleidelijk zou moeten plaatsvinden. Zijn visie werd gevolgd door het hoofdzakelijk confessionele kabinet-Ruijs de Beerenbrouck en bij Koninklijk Besluit van 28 september 1920 werd hij benoemd tot gouverneur-generaal van Nederlands-Indië, als opvolger van Van Limburg Stirum.

### Gouverneur-generaal van Nederlands-Indië
Fock bekleedde de positie van gouverneur-generaal van Nederlands-Indië van 1921 tot 1926 in welke hoedanigheid hij bestuurshervormingen doorvoerde leidende tot een zekere vorm van decentralisatie. De Wet op de Staatsinrichting (1925) maakte het mogelijk dat regelingen omtrent specifiek Indische aangelegenheden in het land zelf tot stand gebracht konden worden, aan de Volksraad werd medewetgevende bevoegdheid verleend. De Wet op de Bestuurshervorming (1922) maakte het mogelijk grote autonome rechtsgemeenschappen te creëren. Desalniettemin trad hij scherp op tegen de nationalistische beweging.
Na terugkeer in Nederland bleef tot op hoge leeftijd politiek actief als lid van de Eerste Kamer en voorzitter van de Liberale Staatspartij "De Vrijheidsbond". In die tijd bekritiseerde hij zijn opvolger als gouverneur-generaal, jhr. mr. A.C.D. de Graeff, die minister van koloniën was in de tijd dat Fock gouverneur-generaal in Batavia was.

## Persoonlijk leven
Fock was een zoon van Maria Anna Uyttenhooven (1830-1909) en politicus Cornelis Fock (1828-1910), telg uit het bestuurdersgeslacht Fock. Hij had een zus en twee broers, en via zijn zus was hij de zwager van de Amsterdamse burgemeester Jan Willem Cornelis Tellegen (1859-1921). Hij trouwde in 1881 in Batavia (Djakarta) met Wilhelmina Catharina Cornelia Doffegnies (1857-1913) en ze kregen drie kinderen. Wilhelmina stierf in 1913 in Den Haag, waarop Fock in 1926 voor de tweede keer trouwde met Alida Francoise Johanna Diemont (1875-1931), telg uit het geslacht Diemont, met wie hij geen kinderen kreeg. Een van zijn kinderen was de dirigent en componist Dirk Fock (artiestennaam Dick Foch), vader van de filmactrice Nina Foch. Zijn jongste zoon was Jan Jozef Fock (1889-1973), letterkundige onder de naam Jan van Lumey.